# داستان سینوهه

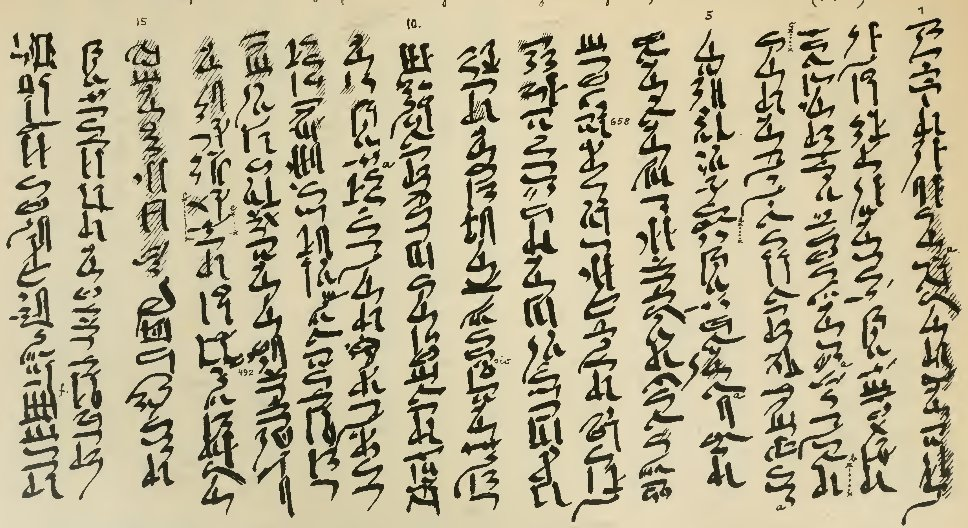
نگاره‌ای از پاپیروس سینوهه در موزه برلین

داستان سینوهه (به انگلیسی: The Tale of Sinuhe) را یکی از بهترین و موفق‌ترین آثار ادبیات مصر باستان دانسته‌اند. داستان سینوهه که پزشک ویژه فرعون هم بود به وقایع پس از مرگ آمنمهات یکم بنیانگذاز دودمان دوازدهم مصر باستان باز می‌گردد. از این داستان رمانی بنام سینوهه، پزشک مخصوص فرعون نیز توسط میکا والتاری نوشته شد که ذبیح‌الله منصوری آن را به فارسی ترجمه کرد.